# Vexatorella obtusata
Vexatorella obtusata (лат.) — вид растений рода Vexatorella семейства Протейные. Вечнозеленый кустарник с узкими кожистыми листьями и крупными шаровидными цветочными головками около 2 см в диаметре, состоящими из благоухающих кремово-розовых цветов, из каждого из которых выглядывает длинный столбик с утолщённым кончиком. Различают два подвида, оба — эндемики Западно-Капской провинции Южной Африки. Стелющийся V. obtusata obtusata цветёт с сентября по декабрь, а прямостоящий V. obtusata albomontana  — с августа по ноябрь.

## Различия между подвидами
Подвид V. obtusata obtusata представляет собой куст, стелящийся по земле, с кончиками ветвей, поднимающимися вверх, который образует плотные маты высотой не более 20 см и шириной 1—2 м. Цветущие стебли несут жёсткие, линейно-ложкообразные листья длиной 1,0—2,5 см и шириной 0,5—4,5 мм, более или менее ориентированные вверх. Подвид V. obtusata albomontana представляет собой прямой или скорее распространяющийся кустарник, высотой и шириной до 1 м, развивающийся из одного стебля в основании. Цветущие стебли несут свободно-восходящие пересекающиеся цельные гладкие линейно-лопаточные листья длиной 2,25—3,75 см и шириной 2,5—5,5 мм.

## Отличия от сходных видов
V. obtusata подвид obtusata — это кустарник, который растёт только в районах Монтегю и Вустер, а подвид albomontana — это прямостоящий куст с перевала Пердеклооф. V. obtusata имеет линейные или несколько ложкообразные листья длиной 9—45 мм. У Leucospermum secundifolium также есть брактеолы, которые становятся деревянистыми, но его листья — прямые, а цветочные головки — не на кончиках ветвей, растёт на южных склонах гор Кляйн-Свартберг. V. alpina — прямостоящий кустарник высотой до 1,5 м с группами от двух до шести цветочных головок на кончиках ветвей, каждая из которых состоит из одного ряда околоцветников, образующих незаметную инволюцию, и длинные обратные овальные до эллиптических листьев 30—45 мм и шириной 5—13 мм, эндемик Камисберга. В отличие от него, у V. amoena — отдельные цветочные головки, каждая из которых представлена 3—4 завитками околоцветников, которые образуют заметную обвертку соцветия. У V. amoena — более короткие листья от овальной до эллиптических формы длиной 15—30 мм, растёт ма юге гор Куэбоккевельд и прилегающего хребта Свартругген. V. latebrosa имеет одиночные цветочные головки, каждая из которых содержит до 40—50 цветков, листья — от линейной до ложкообразной формы, и является эндемиком Лангеберга близ Робертсона.

## Ареал, местообитание и экология
Растения обоих подвидов V. obtusata погибают во время пожаров. Цветы опыляются насекомыми. Примерно через два месяца после цветения плоды созревают и падают на землю, где их собирают местные муравьи, которые приносят плоды в свои гнезда. Семена остаются под землей до тех пор, пока верхняя растительность не уничтожается пожаром, прорастают после дождей.

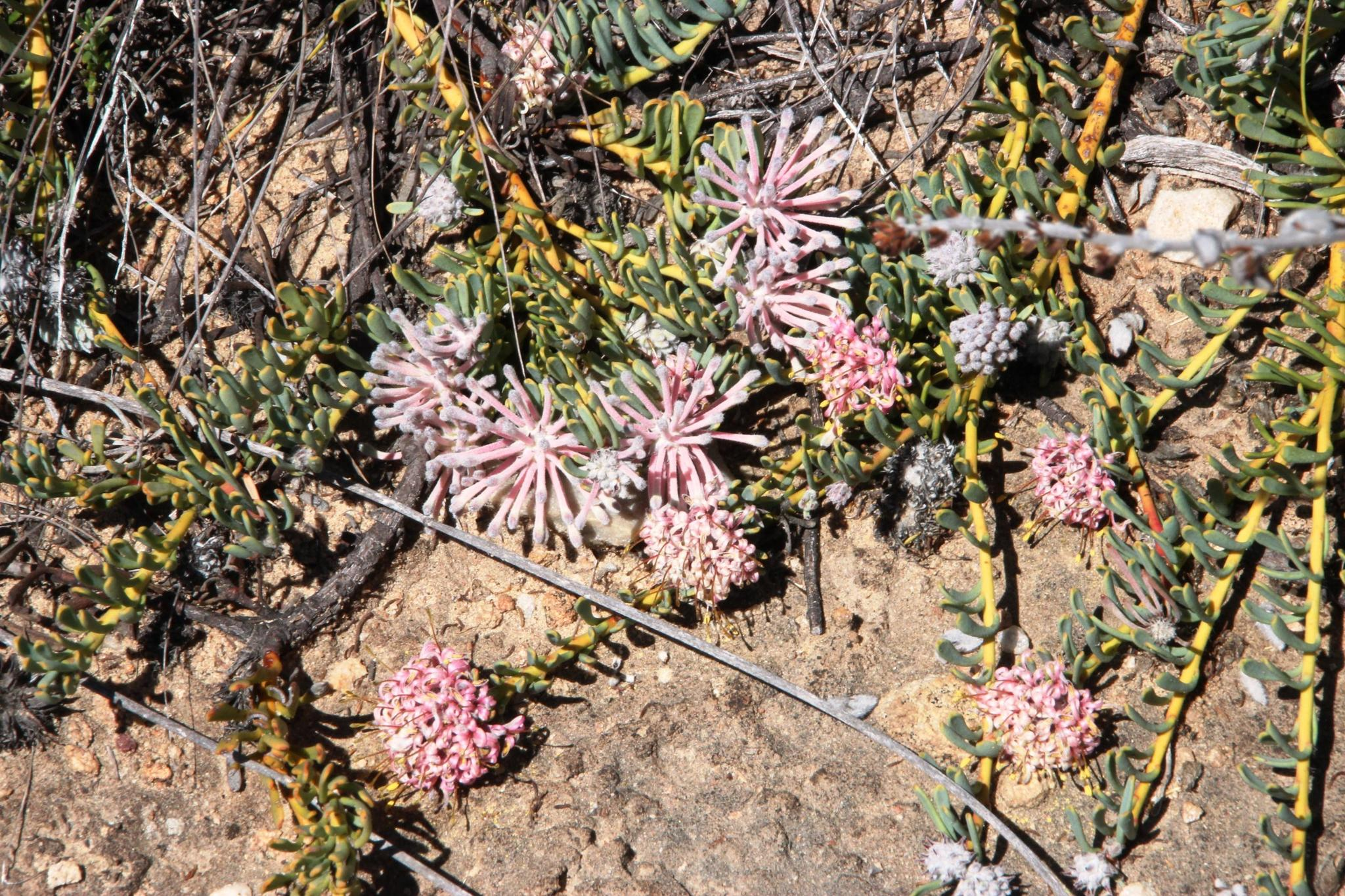
Стелящийся подвид Vexatorella obtusata obtusata.

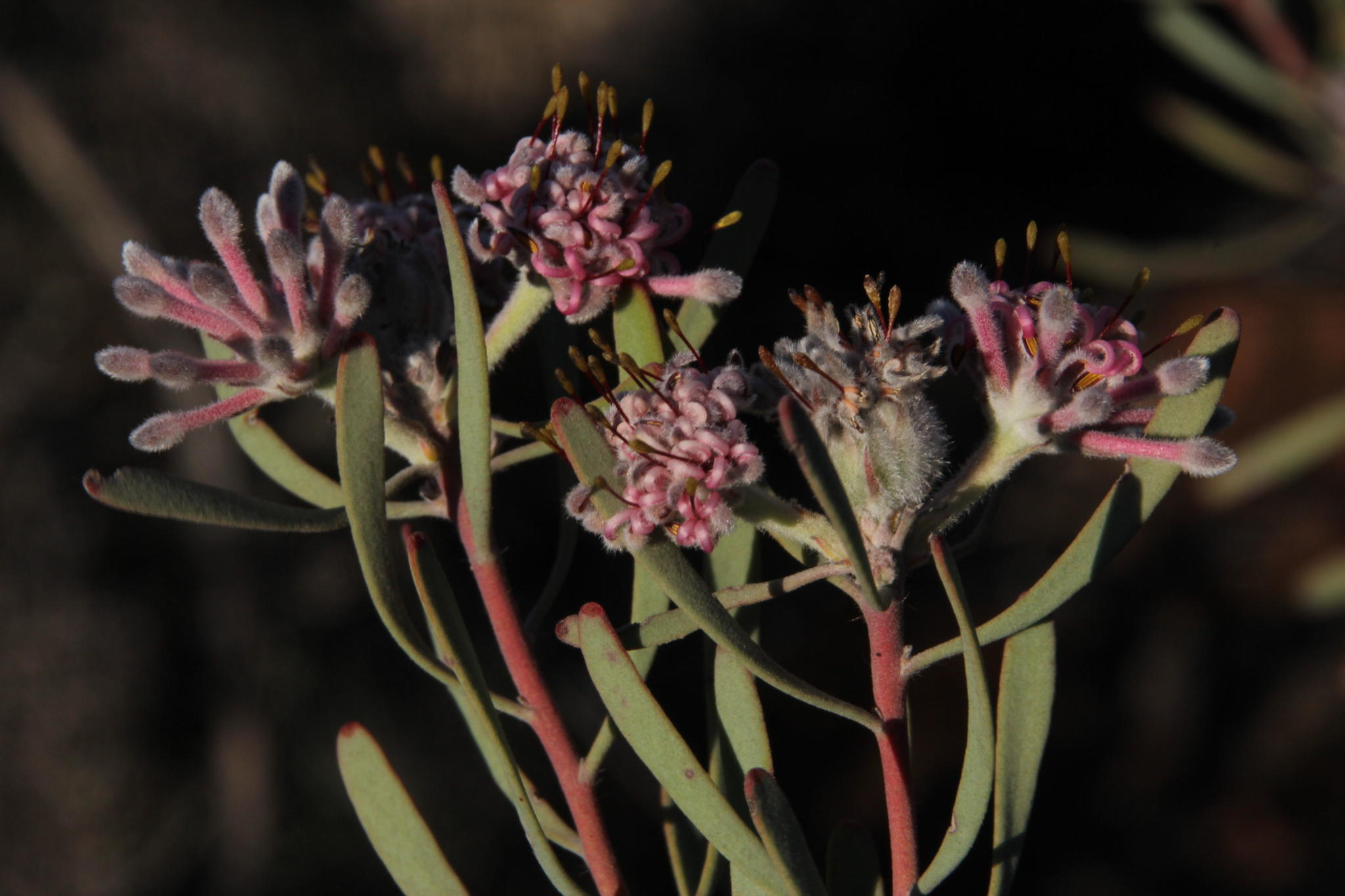
Прямостоящий подвид Vexatorella obtusata albomontana.

### Vexatorella obtusata obtusata
V. obtusata подвид obtusata в основном распространён вокруг гор Ку и Вабумсберг близ Монтегю, но его ареал также простирается на запад вплоть до Боккеривье, Матроосберга и Керомсберга у Вустера. Растёт на сухих скалистых склонах, состоящих из песчаника Столовой горы, в основном на высоте более 900 м над уровнем моря. Среднегодовое количество осадков в этом районе составляет 250–380 мм, которые в основном выпадают зимой. Другими видами, доминирующими в местных аридных финбошах, являются несколько видов низкорослых Restionaceae, Cliffortia ruscifolia, Protea repens, P. lorifolia и P. sulphurea.

### Vexatorella obtusata albomontana
V. obtusata подвид albomontana встречается по всей длине Виттеберга и соседнего Бентеберга. Этот подвид растёт в расщелинах кварцита Виттеберга. Наиболее распространен вдоль хребта и на более высоких южных склонах, но простирается вниз по укрытым обрывам на горячей северной стороне на высоте 1200–1500 м. Растёт в открытой местности, в которой преобладают низкорослые Restionaceae, растущие в рассеянных пучках, Erica spectabilis, Protea lorifolia, P. harmeri и Leucadendron cadens. Среднегодовое количество осадков в этой местности менее 250 мм.

## История изучения
Впервые образцы стелящегося вида собрал шведский натуралист Карл Петер Тунберг предположительно в 1774 году. В 1803 году он описал и назвал вид Protea obtusata. В 1856 году Карл Мейснер написал про раздел Proteaceae в серии Альфонса Декандоля Prodromus Systematis Naturalis Regni Vegetabilis перенёс этот вид в род Leucadendron, назвав вид Leucadendron obtusatum. Эдвин Перси Филлипс полагал, что вид следует поместить в род Leucospermum, назвав вид Leucospermum obtusatum. Прямостоящий кустарник был впервые признан отдельным таксоном Джоном Патриком Рурком, который оценил его как подвид Leucospermum obtusatum и назвал Leucospermum obtusatum subsp. albomontanum в 1970 году. Когда в 1984 году он выделил новый род Vexatorella, он переименовал оба подвида в V. obtusata subsp. obtusata и V. obtusata subsp. albomontana.